# MAKAI
MAKAI（マカイ ）は日本の元ハウスミュージシャン、DJ、作曲家、編曲家、プロデューサー。福岡県出身。レーベルはBMG JAPANを経てユニバーサルミュージック。

## 来歴
1990年代の後半にハウスに衝撃を受け福岡にて活動を開始。伝説となったモンスターパーティ「HIGHBRIDGE」オーガナイザー及びメインレジデントを務める。
2005年、1stアルバム『Frontier』をリリース。その後様々なアーティストのリミックス・プロデュースを行う。HMV年間クラブチャート4位。
2007年、2ndアルバム『Stay True』リリース。1stアルバム『Frontier』に比べ、エレクトロニックサウンドを中心にフィーチャリング・ボーカリストを取り入れた作品となる。参加ボーカリストは、arvin homa aya、MARI、Samantha Nelson、SILVA、宏実、井手麻理子、有坂美香。MAKAIの代名詞である美麗なヴォーカル・ハウス・スタイルを確立。同年、チャリティー・ユニットMiMを結成。プロデュース担当。セーブ・ザ・チルドレンジャパンへの寄付金額は500万円を超える。
2008年3月にBMG JAPANからメジャー・デビュー。3rdアルバム『GARDEN』をリリース。参加ボーカリストは青山テルマ、YUKA（moumoon）、Ryohei、WISE、Mary。
リード曲「Garden of Love feat.青山テルマ」はiTunesにて限定バージョンの配信を行い、配信日の1月3日からダンス・トップソングチャート14週連続1位。オリジナル版はFM月間ヘヴィー・ローテーション日本一（全23局）、iTunes総合チャートTop10入り、ダンス・トップアルバムチャート第1位(iTunes)、レコ直 in the groove 第1位獲得。更には、ABCマートCM曲に使用され、メジャーシーンのチャートを席巻、ハウスDJとしては前例のない実績を残し、話題を呼んだ。
2008年9月、4thアルバム『STARS』をリリース。参加ボーカリストはYUCHUN（東方神起）、LISA、KCO（globe）、BENI、AZU、L-VOKAL、日之内エミ、Stephanie（天上智喜）、yolis、Ryohei。MAKAIプロデュースの青山テルマ「I☆YOU」NEW REMIXも収録。前作「Garden of Love feat.青山テルマ」同様iTunes限定で「MY ONE STAR　feat. LISA」（神戸コレクションタイアップ曲）。「TOKYO LOVELIGHT feat. YUCHUN（from 東方神起）」（ABCマートタイアップ曲）は総合チャートTOP10入りを達成。
2009年3月、初のカバー・アルバム『LEGEND』をリリース。同年6月、トライアスロン・ブランド『ATHLONIA』をイメージしたコンピレーション・アルバム『ATHLONIA BEST "RED" Produced by MAKAI』をプロデュース。当アルバムでは、MAKAI名義の他に“MKI*Prog5”、“MKI×FIVEOVER”という変名を用いて参加している。
2010年3月、iTunes限定配信された楽曲や今まで発表された楽曲のリミックスを収録したリミックスアルバム『Virtual Party』をリリース。
2010年4月、約2年ぶりのオリジナル・アルバム『LOVE LITE』をユニバーサルミュージック移籍第1弾としてリリースした。同年、ミニアルバム『COLORS』もリリース。AISHA、JONTEが参加。
2011年にベストアルバム『7years』をリリース。米倉利紀、Jyongri、YUKA(moumoon)らが新録で参加。
2012年3月20日、自身の公式ブログにおいて引退宣言

## ディスコグラフィ

### アルバム
1. Frontier（2005年2月9日）
2. Stay True（2007年2月14日）
3. GARDEN（2008年3月5日）
4. HOUSE×HOUSE mixed by MAKAI（2008年4月9日）※DJ-MIXアルバム
5. STARS（2008年9月24日）
6. LEGEND（2009年3月25日）※カバー・アルバム
7. ATHLONIA BEST "RED" Produced by MAKAI（2009年6月3日）※コンピレーション・アルバム
8. ATHLONIA DIGITAL -RED Produced by MAKAI（2009年6月3日、iTunes配信EP）
9. Virtual Party（2010年3月24日）※リミックス・アルバム
10. LOVE LITE（2010年4月28日）
11. COLORS（2010年12月8日）
12. 7years（2011年10月5日）※ベスト・アルバム

## リミックス / 関連作品
- dorlis / Happy Rainbow
- DOUBLE / Emotions (MAKAI remix)
- GTS / Through The Fire (MAKAI Remix) feat. Melodie Sexton
- Kaleidoscopio / Feliz de Novo(MAKAI remix)
- LISA / tomorrow -MAKAI remix-
- Mary / Heaven In The Sky feat. MAKAI
- Remark Spirits / Freeway (MAKAI remix)
- Ryohei / Goody Goody feat. MAKAI
- Ryohei / Sweet Soul Revue -ENGLISH Version-
- Ryohei / The People feat. MAKAI
- 青山テルマ / I☆You
- 青山テルマ / HIGHER -MAKAI Remix-
- 加賀美セイラ / First Sight feat. Ryohei with MAKAI
- 加賀美セイラ / Super Special with MAKAI
- 加賀美セイラ / Two Hands feat. L-VOKAL with MAKAI
- 坂詰美紗子 / オンナゴコロ -MAKAI Remix-
- 玉置成実 / 願い星
- 宮脇詩音 / You're Butterfly
- 宮脇詩音 / Everything is You
- ライムライト / C.O.M.P.A! MAKAI Remix